# SoftBank 816SH
SoftBank 816SH（ソフトバンク はちいちろく エスエイチ）はシャープが開発しソフトバンクモバイルが販売するW-CDMA通信方式の携帯電話端末。
日本国外では、｢Sharp 880SH｣として発売されている機種で、2007年8月発売。

## 主な機能・サービス
- ミュージックプレイヤー
- Bluetooth
- 赤外線通信（IrDA）(高速赤外線対応)
- マイ絵文字
- フィーリングメール
- カスタムスクリーン
- バイリンガル（日本語・英語）
- QRコード読み取り・作成
- 名刺読み取り（アドレス帳に自動登録）
- ドキュメントビューア（Microsoft Word（.doc）・Microsoft Excel（.xls）・Microsoft PowerPoint（.ppt）・PDFデータ（.pdf）のみ)

| 主な対応サービス   | 主な対応サービス       | 主な対応サービス | 主な対応サービス |
| ------------------ | ---------------------- | ---------------- | ---------------- |
| サークルトーク     | ホットステータス       | Yahoo!mocoa      |                  |
| S!ループ           | S!タウン               | ライブモニター   |                  |
| PCサイトブラウザ   | 電子コミック           | S!アプリ         |                  |
| 着うたフル／着うた | アレンジメール         | S!アドレスブック |                  |
| S!FeliCa           | S!ミュージックコネクト | S!GPSナビ        |                  |
| レコメール         | TVコール               | 国際ローミング   |                  |
| ワンセグ           | 3G ハイスピード        | おなじみ操作     |                  |

サポートしているBluetoothプロファイル
- HSP (Headset Profile)
- HFP (Hands-Free Profile)
- DUN (Dial-up Networking Profile)
- OPP (Object Push Profile)
- FTP (File Transfer Profile)
- BIP (Basic Imaging Profile)
- A2DP (Advanced Audio Distribution Profile)
- AVRCP (Audio/Video Remote Control Profile)

再生可能なメディアファイルのフォーマット例
音楽および動画
- MP4形式（拡張子 mp4, m4a）

オーディオ：コーデックAAC、ビットレート 最大128kps、サンプリング周波数 最大48kHz
ビデオ：コーデックMPEG-4
【制限事項】本機のミュージックプレーヤでは、メモリーカード上にサブフォルダを作成しメディアファイルを格納することで再生ファイルを限定することは出来ない。全てのフォルダのファイルが連続してリスト表示され、かつ演奏される。
カメラ機能で撮影できるメディアフォーマット例
静止画
- JPEG形式（拡張子 jpg）  解像度 最大1600x1200、Exifバージョン2.2

【制限事項】本機にはフラッシュやライトは実装されていない。
動画
- MP4形式（拡張子 asf）  解像度 240x176または320x240

オーディオ：コーデックADPCM
ビデオ：コーデックMPEG-4（M4S2）
- MP4形式（拡張子 3gp）  解像度 240x176または320x240

オーディオ：コーデックAMR
ビデオ：コーデックMPEG-4

## 特徴
コンパクトに仕上がったスライド式で、HSDPA方式「3Gハイスピード」に対応した端末。913SHの廉価版で、ワンセグ放送受信機能やS!FeliCaは搭載しておらず、SHARP製端末では珍しくメインディスプレイがTFT液晶である。
音声通話時にスライドの開閉で、受話・通話終了を行う設定をすることが出来る。

## 不具合
- 2008年7月29日 - 新着S!メールの受信操作をしないと、新着S!メールが表示されない場合がある不具合

## ギャラリー

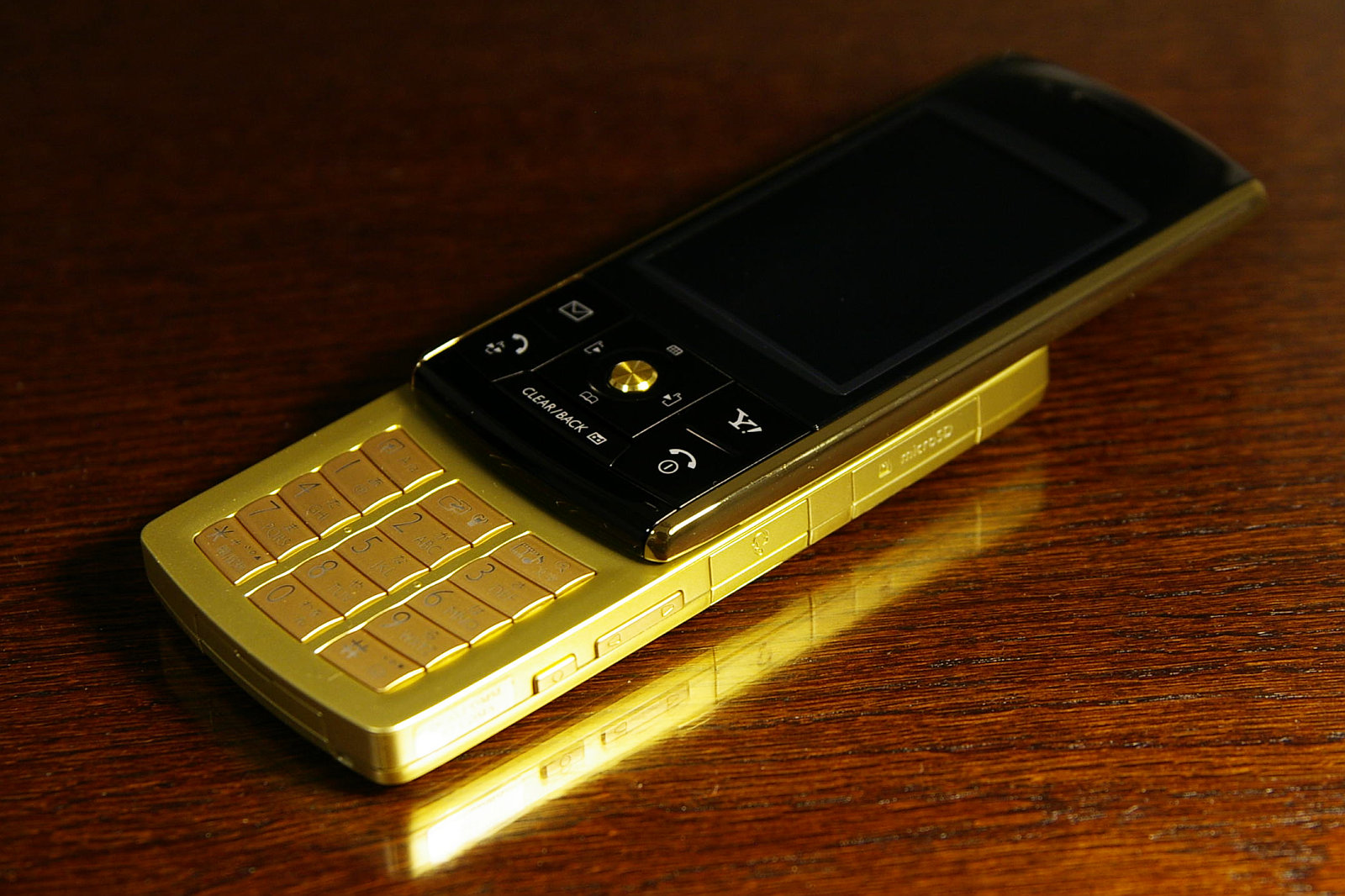
斜め、電源OFF時
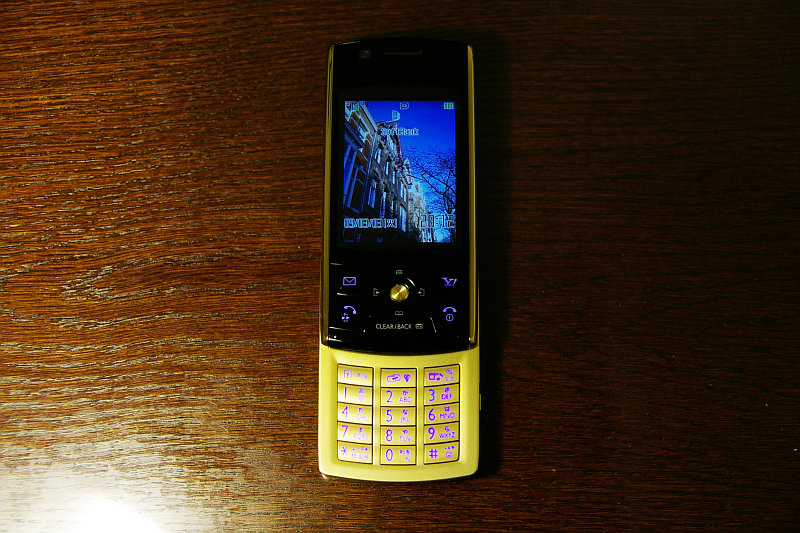
正面、電源ON時
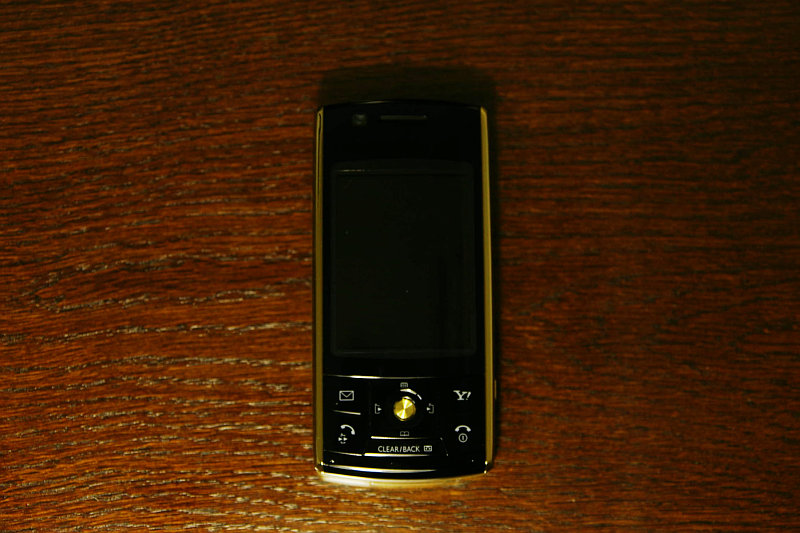
正面、電源OFF時
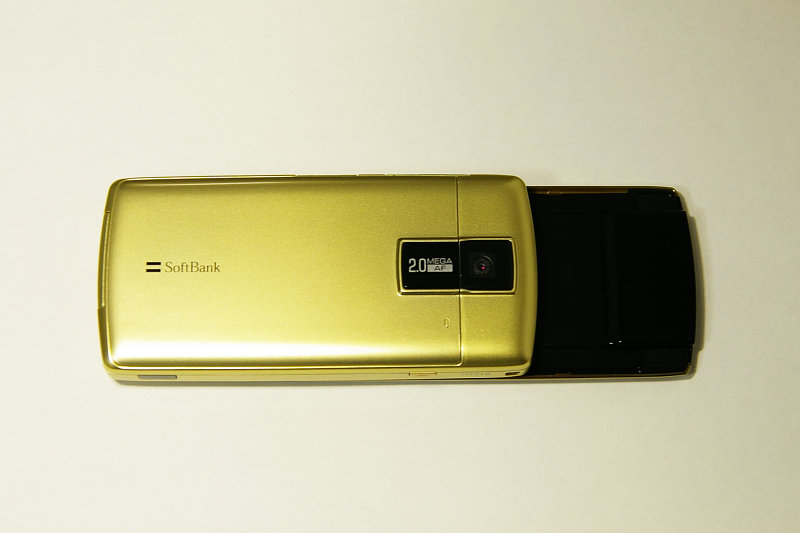
裏面
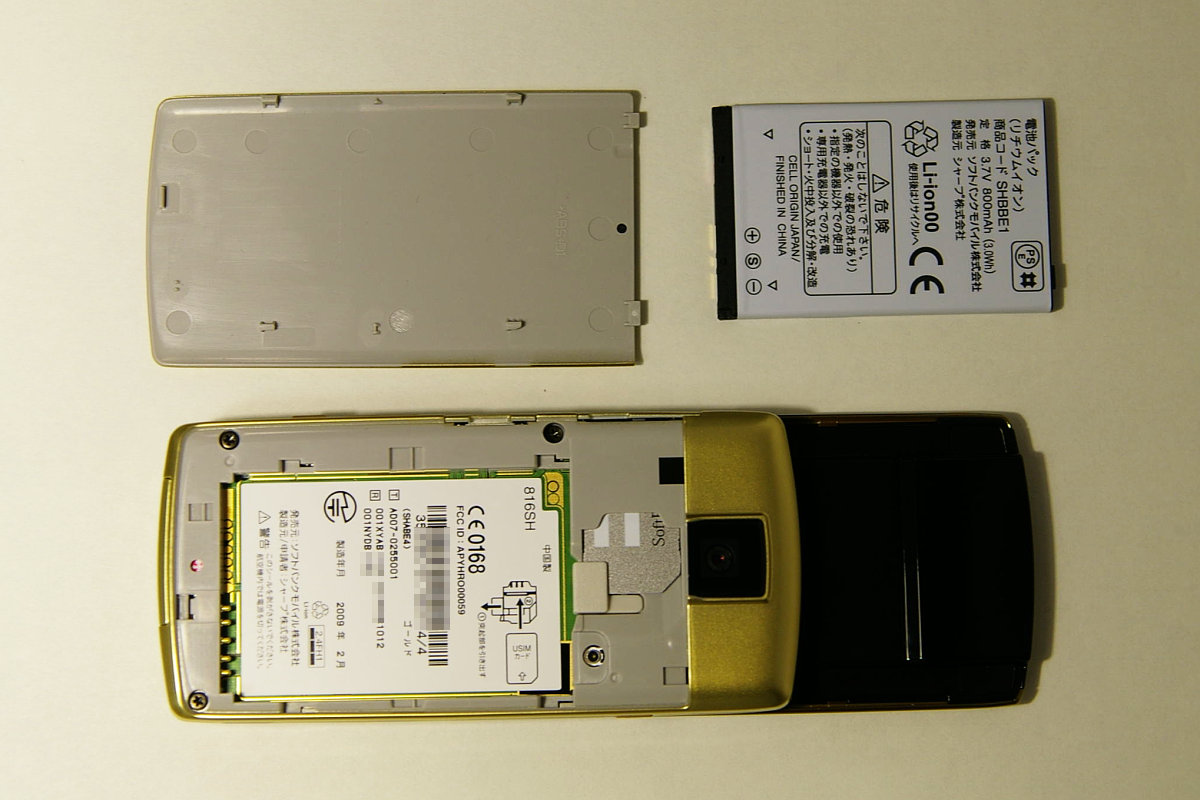
裏面、カバー開放時